# Maria Danielsson
Maria Danielsson (Arvika, 8 febbraio 1970) è un'ex cestista svedese.

## Carriera
Con la Svezia ha disputato i Campionati europei del 1987.